# Frösslunda sjömark
Frösslunda sjömark är ett naturreservat i Mörbylånga kommun i Kalmar län.
Området är naturskyddat sedan 2005 och är 140 hektar stort. Reservatet består av den betade marken mellan landborgen och stranden.